# Victoria Ocampo

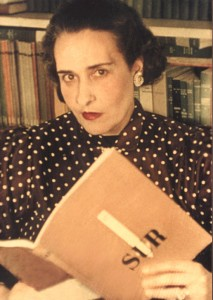
Victoria Ocampo, 1931

Victoria Ocampo Aguirre (* 7. April 1890 in Buenos Aires; † 27. Januar 1979 ebenda) war eine argentinische Schriftstellerin, Übersetzerin, Kulturmanagerin und Feministin.

## Leben
Victoria Ocampo wurde als älteste der „Ocampo-Schwestern“ geboren (ihre jüngste Schwester Silvina wurde ebenfalls eine berühmte Schriftstellerin). Sie entstammte einer privilegierten Familie der Oberschicht; ihr Vater, Manuel Silvino Cecilio Ocampo, war konservativ und sehr streng und arbeitete als Ingenieur und Brückenkonstrukteur, ihre Mutter hieß Ramona Aguirre. Victoria erhielt eine statusgemäße Privatausbildung in Frankreich, wohin die Familie 1896 für ein Jahr gezogen war, und später in England. Sie wuchs in einer Großfamilie auf, umhegt von Tanten und Großtanten, lernte Französisch, Englisch, Italienisch, Klavierspiel, Gesang und Sprechtechnik. Ihre literarischen Werke schrieb sie bis 1930 auf Französisch und ließ sie von jemandem übersetzen, da ihr auf Spanisch zu schreiben als „harte, künstliche und schwierige Aufgabe“ erschien. Ihre ersten literarischen Texte waren Gedichte auf Französisch. Sie studierte zwar Theater, ließ aber das Schauspielen wieder sein, da sie es nie gewagt hätte, tatsächlich auf der Bühne zu stehen. 1912 heiratete sie Bernardo de Estrada, von dem sie jedoch bald wieder geschieden wurde. Die Ehe hielt nur wenige Monate, sie lebte aber noch etwa ein Jahrzehnt mit ihrem Mann unter einem Dach und versuchte, nach außen hin den Schein einer Ehe zu wahren, bis sie es schaffte, sich auch offiziell als „freie Frau“ zu verhalten, einen eigenen Haushalt zu führen usw. Ab etwa 1920 führte sie dieses freiere Leben. Sie hielt ein großes Haus, in dem Schriftstellerinnen und Schriftsteller aus aller Welt verkehrten. Sie hatte einen Liebhaber, Julián Martínez (ein Cousin ihres Mannes), den sie aber vor der Familie in panischer Angst verheimlichte. 1929 hatte sie für kurze Zeit eine Affäre mit Pierre Drieu la Rochelle, mit dem sie eine lange Brieffreundschaft verband.
1931 gründete sie die Zeitschrift Sur (mit 346 Nummern bis 1980 eine der langlebigsten Kulturzeitschriften der Welt) und den gleichnamigen Verlag, deren Leitung sie bis ins hohe Alter (1970) innehatte, und wurde damit zur Mäzenin der Künste, die allerdings auch nur das förderte, was ihrem Kunstempfinden entsprach, das eine Art „Zollstation für Wörter“ war, weswegen sie viele Texte durchfallen ließ. Sie selbst musste sehr darum kämpfen, sich als Frau einen Platz in der Gesellschaft zu erobern. Als Anekdote erzählte sie beispielsweise im 3. Band ihrer Autobiographie, dass sie beschimpft wurde, wenn sie ihr eigenes Auto durch die Straßen der argentinischen Hauptstadt chauffierte.
In Sur verbreitete sie bereits sehr früh die Werke von Virginia Woolf, zu der sie sich sehr hingezogen fühlte (sie hatte sie 1934 in London kennengelernt). Mit Virginia identifizierte sie sich, weil sie sich wie diese als „zu intelligente“ Frau in einem prosaischen und für Frauen ungünstigen Milieu sah. Es gelang ihr, Jorge Luis Borges für die Übersetzung von A Room of One’s Own und Orlando ins Spanische zu gewinnen (1935/36). Doch sie setzte sich auch für lateinamerikanische Autorinnen ein: Gabriela Mistral, María Luisa Bombal und ihre eigene Schwester Silvina wurden in Sur veröffentlicht.
Sie selbst war ebenfalls als Übersetzerin tätig und übertrug Werke von Camus, Graham Greene, Dylan Thomas, André Malraux, Mahatma Gandhi und anderen ins Spanische. Mahatma Gandhi hatte sie 1931 in Paris kennengelernt, wo er einen Vortrag hielt. Seitdem war sie an seiner Philosophie des gewaltfreien Widerstands interessiert. Doch Ocampos politische Haltung war nicht frei von Widersprüchen. Denn zugleich wurde sie in den frühen 1930er Jahren eine glühende Bewunderin von Benito Mussolini, den sie 1935 in Rom traf und anschließend als „Genie“ und wiedergeborenen Caesar pries. Der Duce übte eine sowohl persönliche wie politische Faszination auf sie aus: „Ich habe gesehen, dass Italien in seiner Blüte sein Gesicht zu ihm [Mussolini] gewendet hat.“ Erst mit Beginn des Weltkriegs erklärte sie sich als Antifaschistin. Sie gewährte Exilsuchenden aus Nazideutschland Unterschlupf in ihren Häusern und engagierte sich aktiv für Menschenrechte und Demokratie. Anfang der 1940er Jahre plädierte sie dafür, dass Argentinien sich auf die Seite der Alliierten schlagen solle. Sie besuchte auch 1946 die Nürnberger Prozesse. Ihre Einstellung hatte sich nun zu einem aristokratischen Liberalismus geklärt, der auch den Kampf um die Rechte der Frau (z. B. das Wahlrecht) einschloss, wofür sie sich 1935 öffentlich aussprach. Sie war auch Präsidentin des Argentinischen Frauenverbandes (Unión Argentina de Mujeres), den sie 1936 gründete.
Als Juan Domingo Perón 1946 an die Macht kam, erklärte sie sich offen gegen ihn; vor allem stieß sie der Populismus ab und die Nähe zu den ungebildeten Massen, die ihr stets zuwider waren. Als eine der wenigen Frauen ihrer Zeit befasste sie sich auch nicht mit Evita und sah ihre Popularität lediglich als Machtmittel von Perón, auch die Erlangung des Wahlrechts für Frauen nur als Trick. Im April 1953 wurde sie in ihrem Haus in Mar del Plata ohne Angabe von Gründen verhaftet und einen Monat lang im Gefängnis Buen Pastor in Buenos Aires in einem Raum zusammen mit elf anderen Frauen eingesperrt, eine für sie ganz wesentliche Erfahrung.
Ihr weiteres Leben war eine ununterbrochene Kette von Vereinsvorsitzen, Gastvorträgen, Ehrendoktorwürden (etwa der Harvard University), französischen, englischen und italienischen Staatsorden. 1977 wurde sie als erste Frau Mitglied der Academia Argentina de Letras.
In ihrem Landhaus in San Isidro (Buenos Aires), der Villa Ocampo aus dem Jahre 1891, gingen Schriftsteller aus aller Welt ein und aus, von Rabindranath Tagore bis zu Hermann Keyserling, von Albert Camus bis zu José Ortega y Gasset. Victoria Ocampo starb 1979 an Kehlkopfkrebs. Ihr Haus ist seit 1973 im Besitz der UNESCO. Nach einer Renovierung im Jahre 2003 ist es seither ein Kulturzentrum.
Graham Greene widmete ihr seinen 1973 erschienenen Roman Der Honorarkonsul.

## Werk
Victoria Ocampos Leistung ist vor allem auf dem Gebiet des Essays und der Autobiographie beachtlich; letztere war zur damaligen Zeit noch ein eminent ‚männliches’ Genre, sie versuchte durch ihr eigenes Schreiben sozusagen in diesen männlichen Machtdiskurs einzudringen.
Ocampos erster Artikel, „Babel“ (1920, auf Französisch geschrieben), beschäftigt sich mit der babylonischen Sprachenverwirrung, mit der Beweglichkeit und Verschiebbarkeit des Signifikats, mit den unterschiedlichen Interpretationen jedes Lesers, der so zum Übersetzer, zum Interpreten wird. Sie hat den Artikel ursprünglich als Kommentar zur Divina Comedia geschrieben, an den Rand des Textes. Sie versteht sich als Übersetzerin, Resonanz, Echo, ihre Stimme ist fragmentarisch, außerhalb des Kreises der Macht angesiedelt, im wahrsten Sinne des Wortes marginal und ex-zentrisch. Sie kämpft mit der Polysemie der Sprache, mit der Vielsprachigkeit, mit einem permanenten Exil, einer existentiellen Heimatlosigkeit.
Ihre ersten Werke über Dantes Divina Commedia „De Francesca a Beatrice“ wurden 1924 in Madrid gedruckt, mit Unterstützung von José Ortega y Gasset, mit dem sie sehr befreundet war.
In ihrer ausführlichen Autobiographie, die erst nach ihrem Tod erscheinen durfte, erarbeitet Victoria Ocampo eine Subjektposition, ein Ich, aber mit Mitteln der Collage. Der ganze Text ist fragmentarisch, zusammengesetzt auch aus unzähligen Zitaten (was auf die Pluralität der Sichtweisen hinweist, aber auch als Suche nach Bestätigung durch Autoritäten interpretiert werden kann). Die fehlende Einheit ist ihr manchmal vorgeworfen worden, der einzige rote Faden ist das Ich der Erzählerin, das sie aber erst im Verlauf des Erzählens allmählich konstruiert. Auch dieses Ich ist vielfältig, es gibt nicht die eine Victoria Ocampo, sondern verschiedene Facetten, Etappen, Entwicklungen.

## Rezeption
José Ortega y Gasset veröffentlichte 1933 in deutscher Sprache den Essayband Über die Liebe, in dem er das erste Kapitel Vom Einfluss der Frau auf die Geschichte als Brief an Ocampo gestaltete und als Essay zu ihrem Buch De Francesca a Beatrice bezeichnete. Er hatte sie 1916 kennengelernt und erinnerte sich bewundernd an ihre „Begeisterung für das Vollkommene“, ihren „treffsicheren und erlesenen Geschmack“ und ihre „Freude an strenger geistiger Disziplin“ und äußerte die Hoffnung, dass sie eine richtungweisende Persönlichkeit für Argentinien werde.
Hermann Graf Keyserling schilderte im zweiten Band seiner Reise durch die Zeit seine Begegnung mit Ocampo ausführlich. Nach seiner Darstellung hatte sie sich 1927 für seine Werke begeistert, hatte ihn zu ihrem Idol gemacht und war deswegen eigens nach Frankreich gereist, um ihn kennenzulernen. Sie beeindruckte ihn tief, und rückblickend pries er ihren Zusammenklang „einer Vitalität ohnegleichen und großer intellektueller und ästhetischer Verfeinerung mit echter Großherzigkeit und Großmut“, beschrieb sie aber auch als Femme fatale. Später besuchte er sie auf seiner Südamerikareise, deren Eindrücke er in dem Werk Südamerikanische Meditationen verarbeitete. In diesem Buch, das in Deutschland viel Beachtung fand, entwarf er ein Bild von der Rolle der Frau in südamerikanischen Gesellschaften, das stark von den Eindrücken geprägt war, die er von Ocampo empfangen hatte. Ocampo war jedoch mit seiner Darstellung keineswegs einverstanden und publizierte 1951 die Entgegnung El viajero y una de sus sombras, Keyserling en mis memorias (Der Wanderer und einer seiner Schatten, Keyserling in meinen Memoiren), in der sie ein negatives Bild ihres Verhältnisses zu dem baltischen Philosophen zeichnete.

## Werke

### Essays
- De Francesca a Beatrice. Madrid: Revista de Occidente, 1924.
- Domingos en Hyde Park. Buenos Aires: Sur, 1936.
- San Isidro. Buenos Aires: Sur, 1941 (mit einem Gedicht von Silvina Ocampo und 68 Fotos von Gustav Torlichent).
- 338171 T.E. Buenos Aires: Sur, 1942 (über Lawrence von Arabien).
- El viajero y una de sus sombras (Keyserling en mis memorias). Buenos Aires: Sudamericana, 1951.
- Virginia Woolf en su diario. Buenos Aires: Sur, 1954.
- Habla el algarrobo (Luz y sonido). Buenos Aires: Sur, 1960.
- Dostoievski-Camus: Los poseídos. Buenos Aires: Losada, 1960.
- Tagore en las barrancas de San Isidro. Buenos Aires: Sur, 1961.
- Juan Sebastian Bach: el hombre. Sur, agosto de 1964.
- Diálogo con Borges. Buenos Aires: Sur, 1969.
- Diálogo con Mallea. Buenos Aires: Sur, 1969.
- Testimonios (10 Bände, 1935–77), darin wird sie Vorläuferin dieses Genres in Lateinamerika (vgl. später Elena Poniatowska, Rigoberta Menchú etc.)

### Autobiographie
- Autobiografía (6 Bände, 1979–1984)
- Mein Leben ist mein Werk. Eine Biographie in Selbstzeugnissen. Herausgegeben, übersetzt u. kommentiert von Renate Kroll. Aufbau Verlag, Berlin 2010, ISBN 978-3-351-02724-7.